# Маматканов, Дюшен Маматканович
Дюшен Маматканович Маматканов — киргизский учёный, директор Института водных проблем и гидроэнергетики НАН Кыргызстана (1992—2018), академик НАН Кыргызстана (1993).

## Биография
Родился 7 ноября 1934 года в селе Дархан Джети-Огузского района Иссык-Кульской области.
После окончания физико-математического факультета Киргизского государственного университета (1956) работал учителем математики и физики средней школы № 5 города Фрунзе и (с 1957 г.) младшим научным сотрудником лаборатории гидроэнергетики Института энергетики и водного хозяйства АН Киргизской ССР.
С 1961 г. учился в аспирантуре Сибирского энергетического института СО АН СССР, которую досрочно окончил с защитой кандидатской диссертации.
С 1964 года младший, старший научный сотрудник, руководитель созданной им группы в Лаборатории комплексных водно-энергетических проблем в Киргизском научно-исследовательском отделе энергетики Главниипроекта Министерства энергетики и электрификации СССР. В 1980 году защитил докторскую диссертацию.
В 1981—1992 гг. — руководитель организованной им лаборатории методов долгосрочного прогнозирования и регулирования стока в Институте автоматики АН Киргизской ССР.
В 1992—2018 годах директор организованного им Института водных проблем и гидроэнергетики НАН КР. С июня 2018 года — научный руководитель того же института.
Доктор технических наук, профессор. Член-корреспондент АН Киргизской ССР (избран 3.VII.1987). Академик НАН Кыргызстана (1993). Иностранный член Академии наук Республики Таджикистан (избран 11 июня 2015 года).
Автор более 200 работ, в том числе 12 монографий. Под его руководством защищено 8 докторских и более 10 кандидатских диссертаций.
Заслуженный деятель науки КР (2014), отличник энергетики и электрификации СССР. Награждён высшим орденом «Манас» III степени (2004) и II степени (2010).
Скончался 26 октября 2020 года, похоронен на Ала-Арчинское кладбище кладбище.

## Научные труды
- Развитие и обобщение методов расчета многолетнего регулирования речного стока, основанных на данных наблюдений : диссертация … кандидата технических наук : 05.00.00. — Иркутск, 1963. — 228 с. : ил.
- Вероятностные методы описания и расчетов многолетнего регулирования режимов речного стока : диссертация … доктора технических наук : 05.14.09. — Фрунзе, 1979. — 381 с.
- Проблемы озера Иссык-Куль / Д. М. Маматканов, В. И. Сысенко, Ж. Кулжабаев. — Фрунзе : Илим, 1990. — 202, [1] с. : ил., табл.; 20 см.
- Гидроэнергетика Советского Киргизстана [Текст] / Д. М. Маматканов, А. П. Баштан, Н. А. Аманалиев ; Под общ. ред. чл.-кор. АН КиргССР М. Н. Большакова. — Фрунзе : Кыргызстан, 1976. — 104 с. : ил.; 20 см.
- Моделирование и предсказание колебаний речного стока [Текст] / Под общ. ред. д-ра геогр. наук И. П. Дружинина ; М-во энергетики и электрификации СССР. Кирг. науч.-исслед. отд. энергетики. — Фрунзе : Кыргызстан, 1973. — 239 с. : черт.; 22 см.
- Обобщенный прием расчета многолетнего регулирования речного стока [Текст] / И. П. Дружинин, Д. Маматканов ; М-во энергетики и электрификации СССР. Кирг. науч.-исслед. отд. энергетики. — Фрунзе : Илим, 1967. — 60 с. : черт.; 21 см.